# Moonwalk (książka)
Moonwalk – książka autobiograficzna, autorstwa amerykańskiego piosenkarza pop - Michaela Jacksona, wydana przez wydawnictwo Doubleday, 1 lutego 1988. Książka opisuje rozpoznawcze akcje taneczne Michaela oraz najsłynniejszy styl - Moonwalk. Książka porusza również aspekty życia prywatnego Michaela Jacksona - m.in.: operacje plastyczne, ścisłą dietę wegetariańską, wygląd, styl, ubiór oraz fryzurę, jak również relacje rodzinne. Książka była również numerem 1 na listach bestsellerów The New York Times Best Seller.